# توماس شانون
توماس شانون (بالإنجليزية: Thomas Shannon)‏ (مواليد 1958) أو توماس ألفريد شانون الابن يلقب بـ"توم"، دبلوماسي أمريكي، شغل منصب وكيل وزارة الخارجية للشؤون السياسية ما بين عامي (2016-2018). عمل شانون في منصب وزير خارجية الولايات المتحدة بالنيابة لمدة أسبوعين، حتى تعيين مرشح الرئيس الأمريكي دونالد ترامب، ريكس تيلرسون، و شغل أيضا نائب وزير الخارجية بالنيابة في الولايات المتحدة حتى تأكيد مرشح الرئيس الأمريكي دونالد ترامب، جون سوليفان. عمل شانون في الخدمة الخارجية للولايات المتحدة منذ عام 1984 وعمل في سفارات أمريكا حول العالم. وفي الفترة من عام 2005 إلى عام 2009، شغل منصب مساعد وزير الخارجية لشؤون نصف الكرة الغربي، وفي الفترة من 2010 إلى 2013، كان سفير الولايات المتحدة لدى البرازيل. وفي الفترة من عام 2013 إلى عام 2016، عمل مستشارا لوزارة خارجية الولايات المتحدة، كما شغل منصب وكيل وزارة الخارجية للشؤون السياسية بالنيابة في عام 2011.